# Hypechusa
Hypechusa là một chi thực vật có hoa trong họ Đậu.